# Голконда (крепость)
Голко́нда, или Голка́нда (телугу గోల్కొండ) — древняя индийская крепость, расположенная 11 км западнее центра города Хайдарабад в штате Телангана. С 1512 по 1687 год она была столицей одноимённого султаната. Сейчас в черте города.
Комплекс хорошо сохранился и расположен на гранитном холме высотой 120 м. Голконда состоит из четырёх разных крепостей, содержащих в общем счёте 87 бастионов, некоторые из которых до сих пор снабжены пушками. Помимо них, в крепостях есть восемь ворот, четыре подъёмных моста, множество аристократических палат, залов, храмов, мечетей, хранилищ, конюшен и прочее. Одна из крепостей ранее служила как государственная тюрьма и сокровищница британско-индийского вассального государства Хайдарабад.
По своей архитектуре Голконда делает возможными интересные акустические эффекты. Хлопание в ладоши у одних из ворот можно услышать на расстоянии одного километра в высшей точке крепости. Это служило предостережением при опасности. Вблизи стен расположены 18 гранитных мавзолеев с высокими куполами, в которых похоронены правители из династии Кутб-Шахи. На них видны красивые барельефы, а вокруг разбиты ландшафтные сады.
Ранее Голконда была знаменита алмазами, которые добывали и обрабатывали в округе. Здесь были найдены известные алмазы Кохинур, Дерианур, алмаз Хоупа, алмаз Регента, Низам. Сама Голконда была лишь рынком, где алмазы продавались и покупались. Наиболее богатые копи, где были обнаружены крупнейшие исторические камни, находились недалеко от реки Кистна.
Алмазные копи способствовали богатству низамов Хайдарабада, правивших с 1724 по 1948 год, когда Хайдарабад был аннексирован Индией. Как административная единица прежнее государство Хайдарабад было разделено в 1956 году, а Голконда оказалась присоединена к штату Андхра-Прадеш. В 2014 году Голконда стала частью новосформированного штата Телангана.
Название крепости произошло от телугского сочетания Голла-Конда («Пастуший холм»).
Около 1469 года город посетил Афанасий Никитин, описавший его в своих путевых записках «Хожение за три моря». Он стал первым европейцем, посетившим и описавшим Голконду под названием «Коилконда». Описание сокровищ Голконды в XVII веке оставил француз Жан-Батист Тавернье.
В январе 1687 года произошла  Осада Голконды императором Великих Моголов Аурангзебом.